# تاريخ ينبع النخل

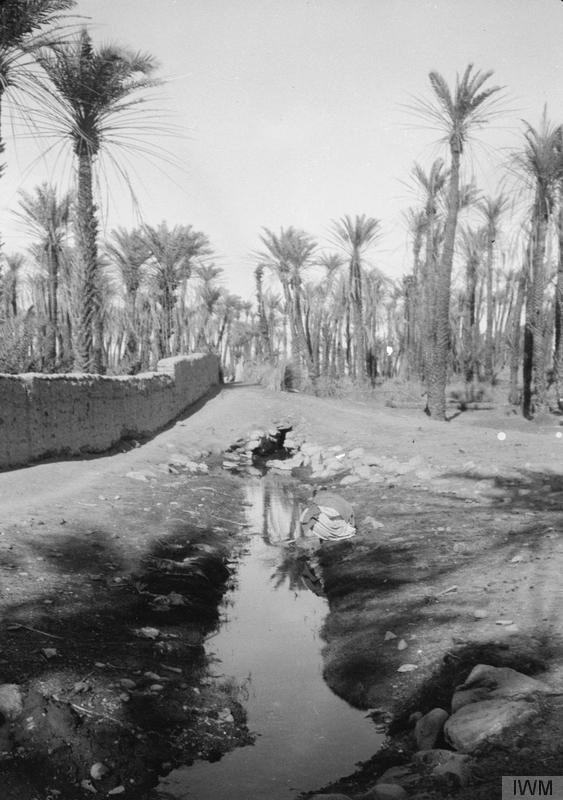
مجرى مائي في قرية البركة إحدى قرى ينبع النخل. إلتقط الصورة الضابط البريطاني توماس إدوارد لورنس الملقب بلورنس العرب بين عامي 1916 و1918 أثناء الثورة في الحجاز ضد العثمانيين

إن وقوع ينبع النخل في منطقة تقرب من المدينة المنورة وعلى طريق قوافل قريش التي تتجه إلى الشام إبان عصر النبوة، جعل المؤرخين المتقدمين يولونها قدراً يسيراً من العناية، فترد في كتبهم وفي كتب الجغرافيين المتقدمين إشارات موجزة، ونبذ قصيرة عنها عند الحديث عن غزوات الرسول محمد وذكر سراياه.
ولقربها من المدينة عُني جغرافيو العرب بذكر بعض مواضعها باعتبارها معدودة في منطقة المدينة، كما في كتاب «المغانم المطابة في معالم طابة»، وكتاب وفاء الوفا بأخبار دار المصطفى
. وفي كتب الأدب طرف من أنباء ينبع النخل، فقد ضمّن الشاعر الأموي كثير عزة ذكر أسماء الكثير من مواضع وجهات بلاد ينبع النخل في شعره، وعُني شُرّاح شعره أمثال ابن السكيت وغيره بتحديد بعض تلك المواضع.

ولما صار طريق الحج المصري يأخذ الساحل من العقبة إلى مكة، صار يمر بمناطق ينبع النخل، وقد ورد في كتب الرحلات التي تصف ذلك الطريق معلومات عنها، كما في كتاب «الدرر الفرائد المنظمة في أخبار الحج وطريق مكة المعظمة» للجزيري المصري، وكتاب «الحقيقة والمجاز في الرحلة إلى بلاد الشام ومصر والحجاز» لعبد الغني النابلسي، وفي رحلتيّ القطبي المكيّ، وكبريت المدني، وغيرهم.

وكان المؤرخون القدامى حينما يذكرون اسم «ينبع» في مؤلفاتهم فإنما يقصدون «ينبع النخل» التي كانت تتمتع بمكانة تاريخية مرموقة قبل الإسلام وبعده. لأن ينبع الميناء أو ينبع البحر كما يسمى أيضاً، كان اقل شهرة، بل قَلّ أن يوجد له ذكر في كتب الجغرافيا القديمة كمعجم البلدان، ومعجم ما استعجم، باستثناء اشارات موجزة تشير إلى ميناء ينبع.

## ينبع النخل في صدر الإسلام
لينبع النخل شهرة كبيرة في كتب التاريخ في حوادث صدر الإسلام لوقوعه على طريق القوافل التجارية بين الحجاز والشام، فكان وما بقربه من المواقع ميداناً لمناوشات كثيرة بين النبي محمد وأصحابه، وبين قريش وبعض القبائل التي تسكن تلك النواحي، وكثير منها كان ينتهي بغير قتال. ومن تلك الغزوات: غزوة العشيرة وغزوة بواط وسرية العيص.

كانت ينبع النخل من بلاد جُهينة فلما أخذها النبي محمد أقطعها رجلاً منهم يدعى كُشْدَ بن مالك، كان قد أجار الصحابيان طلحة بن عبيد الله وسعيد بن زيد عندما أرسلهما النبي محمد يترقبان عِيرَ قريش العائدة من الشام وفيها أبو سفيان. ثم اشتراها عبد الرحمن بن أسعد بن زرارة الأنصاري بثلاثين ألفاً، فلما أقام بها استوبأها ورمد بها، فرجع عنها فاشتراها علي بن أبي طالب.

## علي وأبناؤه في ينبع

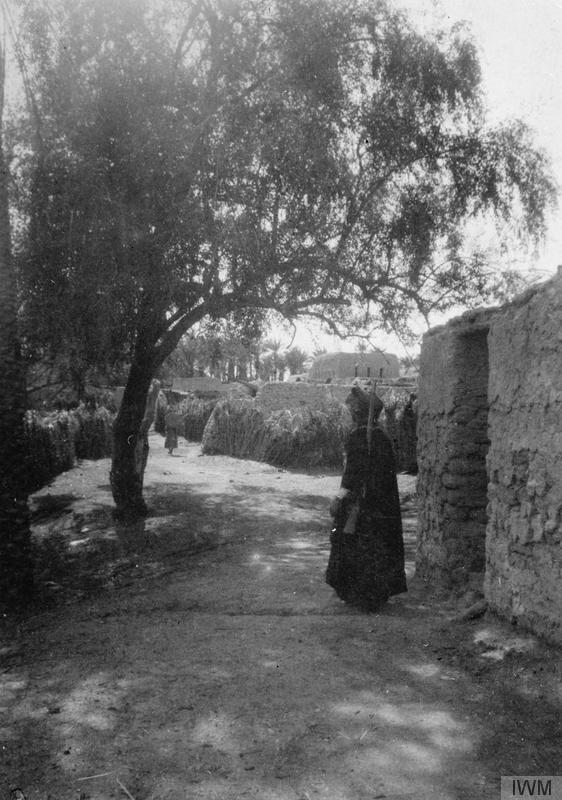
صورة لقرية المبارك إحدى القرى الزراعية في ينبع النخل. إلتقطها الضابط البريطاني توماس إدوارد لورنس المعروف بلورنس العرب بين عامي 1916 و1918

أُشتهر لعلي بن ابي طالب في بلاد ينبع النخل ضَيعتان: البُغَيبِغَة، وعين أبي نيَزَر نسبة إلى أحد موالي علي اشتراه بمكة ثم أعتقه فأسلم وعاش في بيت فاطمة، وكان يقوم على مال علي في ينبع - قال أبو نيزر:
```
جاءني علي وأنا أقوم بالضيعتين، عين أبي نيزر، والبُغَيبِغَة، فقال هل عندك من طعام، قلت: طعامٌ لا أرضاه لأمير المؤمنين، قرعٌ من قَرع الضّيعة، صنعته باهالةٍ سَنِخَةٍ، فقال: عَليَّ به، ثم قام إلى النهر فغسل يديه، ثم أصاب من الطعام شيئاً، ثم رجع إلى النهر فغسل يديه بالرمل حتى أنقاهما، ثم شرب بهما من الماء وقال: يا أبا نيزر، إن الأَكُفّ أنظف الآنية، ثم مسح كفّيه على بطنه وقال: من أدخله بطنُه النارَ فأبعده الله، ثم أخذ المعول، وانحدر في العين، وجعل يضرب وأبطأ عليه الماء، فخرج وقد تفضخ جبينه عرقاً، فانتكف العرق عن جبينه، ثم أخذ المعول، وعاد إلى العين، واقبل يضرب فيها، وجعل يُهمهِم، فانثالت كانها عُنُقُ جَزورٍ، فخرج مسرعاً وقال: أشهد الله انها صدقة، عليّ بِدَواة وصحيفة، قال: فعجلت بهما اليه. فكتب: بسم الله الرحمن الرحيم: هذا ما تصدق به عبد الله عليٌ أمير المؤمنين، تصدق بالضيعتين المعروفتين بعينِ أبي نَيزَر، والبُغَيبِغَة، على فقراء المدينة وابن السبيل، لِيَقِيَ الله بهما وجهه حَرّ النار يوم القيامة، لا تُبَاعا، ولا تورثا، حتى يرثهما الله، وهو خير الوارثين، إلا أن يحتاج إليهما الحسن أو الحسين، فهما طلقٌ لهما، ليس لأحدٍ غيرهما.
[
3
]
```

وذكر المبرد في الكامل: أن الحسين رَكبه دَينٌ، فعرض عليه معاويةُ بعين أبي نَيزر مائتي ألف دينار، فابى أن يبيعها.
وكان وقف عليٍ لها في السنة الثانية من خلافته. 

وفي عهد معاويةُ أراد من عبد الله بن جعفر ان يُزوّج ابنته ليزيد بن معاوية، ولكن الحسين بن علي -وهو خالها- رفض ذلك وزَوَّجَها ابن عمّها القاسم بن محمد بن جعفر، وأصدقها البُغَيبغات.

ومن أموال علي بن أبي طالب في ينبع، العُشَيرة، وهي التي سميت الغزوة باسمها، وكان موقعها بقرب عين البركة، بل كانت عين البركة من بقية عيونها، كما يفهم من كلام الفيروزآبادي في كتاب (المغانم). 

وأقطع الخليفة عمر بن الخطاب علياً قطائع أخرى في ينبع، واشترى أمكنة أخرى فيها.

وقد استوطن عليٌ ينبع، قبل أن يلي الخلافة، وكان بها معجباً، ويروون عنه أنه نظر إلى جبالها فقال: لقد وضعت على نقيّ من الماء عظيم. 

ثم استوطن بنوه وأحفاده تلك الجهات، وانتشروا وكثروا فيها، وملكوا عيون ينبع ومزارعه. 

ووصف البشاريّ في القرن الرابع الهجري ينبع النخل بأنها أعمر من المدينة فقال: (ينبع كبيرة جليّة، حصينة الجدار، غزيرة الماء، أعمر من يثرب، وأكثر نخيلاً، حسنة الحصن، حارّة السوق، وعامة من يتسوق بالمدينة في الموسم منها، لها بابان، الجامع عند أحدهما، الغالب عليها بنو الحسن).

وممن سكن في قرى وعيون ينبع النخل من الأشراف الحسنيين الشريف قتادة بن إدريس الذي تمكن من الاستيلاء على بلاد ينبع ومكة ومناطق أخرى من الحجاز، مؤسساً بذلك سلالة الأشراف الحسنيين لمكة والتي استمرت منذ أواخر القرن السادس الهجري وحتى سقوط المملكة الحجازية الهاشمية عام 1925م.

## ينبع ومواكب الحج

قافلة حجاج متجهة إلى مكة. من منمنمات يحيى بن محمود الواسطي. من كتاب مقامات الحريري. القرن السابع الهجري

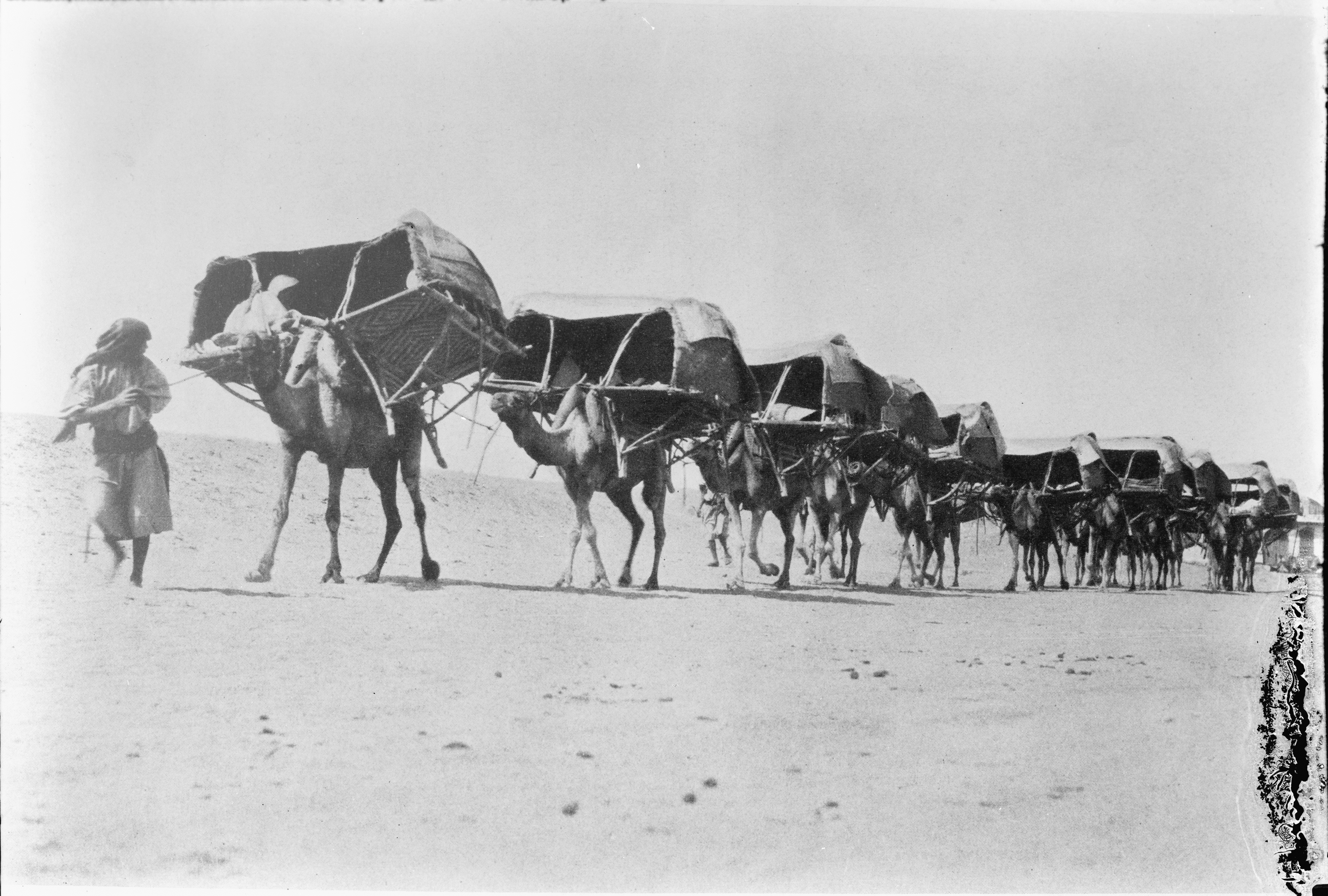
قوافل الحجاج المتجهة إلى مكة كانت تمر في طريقها بينبع النخل وتتخذها محطة استراحة

لوقوع ينبع النخل في طريق الحج المصري وطريق الحج الشامي، فأنه في عهد دولة المماليك واستيلائها على الحجاز، وضعت ضريبة تؤخذ من من أمير ينبع، وتدفع للعربان الذين يحافظون على حماية ركب الحُجاج. 

وكثيراً ما تعرض الحُجاج أثناء ضعف الحكم لأذى أمراء ينبع أنفسهم، ولأذى البدو الذين تقسو عليهم الحياة فتضطرهم إلى ارتكاب بعض الافعال السيئة مع حجاج بيت الله الحرام. ولعل من أهم أسباب اختلال الأمن، والتعرض للحجاج، هو سوء إدارة الولاة الذين تختارهم الدولة، وبُعدهم عن العرب، بُعداً يجعلهم لايفهمون نفسيتهم، ولا ينظرون إليهم نظرة عطف ورعاية. 

ففي سنة 785هـ نزل أمير ينبع الشريف سعد بن أبي الغيث الحسيني على حاج المغاربة في العقيق، فسألهم أن يعطوه شيئاً، فأمسكوه وربطوه معهم ماشياً، فأتاهم كثير من عربه فقاتلوهم فقتل من حجاج المغاربة عدد كثير، وأفلت منهم الشريف سعد، فأدركهم حجاج التكرور، وقاتلوهم، فقتل كثير من التكرور وأخذت أموالهم وأموال من كان معهم من الصعايدة وغيرهم.

في سنة 879هـ عزل سلطان مصر أمير ينبع سَبُعَاً عن الإمارة، وفوّضها لرأي شريف مكة.
وفي سنة 903هـ ولي إمرة ينبع يحيى بن سبع، في 4 جمادى الآخرة. وفي عهد هذا الأمير اشتد أذى عربان ينبع للحجاج وامتد حتى صاروا يقومون بنهب أمهات المدن في الحجاز، وانضم يحيى بن سبع وقومه إلى أحد الأشراف، حتى تولى مكة، فحصل عبث كثير في داخل مكة، وانتشرت شرور الأعراب فأمر السلطان بارسال جيش عظيم من مصر، التقى مع ابن سبع وقومه في السويق، وهزمهم شرّ هزيمة، وذلك في شهر شوال سنة 912هـ. 
وقد مرّ الجزيري بينبع سنة 959هـ وكان يتولى ديوان أمير المحمل المصري، فوصفها قائلاً :
```
وينبع الربع الرابع من أرباع الحجاز- الأول من 
القاهرة
 إلى 
العقبة
، والثاني من 
العقبة
 إلى 
الأزلم
، والثالث من 
الأزلم
 إلى ينبع، والرابع من ينبع إلى 
مكة
- يدخلونه ضحى يوم السادس عشر من 
عقبة أيلة
.
وبها مياه جارية، ونخيل وزروع، وبها جامعان معطلان من الخطبة، وغالب أهل القرية على 
مذهب الزيدية
، والجامعان إنشاء الشريف حلام بن أجود من أمراء ينبع سنة 
852هـ
، وأذانهم 
بحي على خير العمل
.
وبينبع عين جارية حلوة من خارج البلد مشرقها فتمر بالمدينة، وتمدها عيون أخرى إلى غربي المدينة، وداخلها سوق به بعض دكاكين وصاغة، وحوانيت يفرش بها التجار أنواع القماش أيام الموسم، للبيع على أهل القرية والواردين إليها. وبها الحدائق والخانات والأفران والبيوت، وقد خربت ودثر منها أماكن كثيرة، وأنشأ بها صاحبنا دَرّاج بن هِجار بن مُعَزِّي بن درَّاج بن وُبَير أميرها بيتاً حسناً وبجانبه داراً أخرى لسكنى ولده الشريف علي المدعو دُغَيليب وذلك في سنة 
959هـ
 ولم يكن بالينبع اليوم داراً أحسن منها.
وينصب بخارجها أيام الموسم سوق فيه من المأكولات والدقيق والفول والبضائع والعليق.وبهذه القرية يدع أهل الركب ودائعهم إلى العود، في بيوت الثقات.
وعلى مرحلة منها البندر الذي بساحل البحر الملح غرباً، وبه خانٌ وحصار، وجماعة الشريف ياخذون الزَّالة من أهل المراكب المارة بهذا البندر، وهي عادة لأمير ينبع، يستعين بها على إمرته، على كل حمل ثمانية أنصاف من الفضة.
وأهل الركب يستبشرون بالقرب من 
أم القرى
 عند وصولهم إلى ينبع، فمنهم من يجتمع مع أحبائه وأصحابه عند العيون والحدائق والنخل هناك، ويطبخون النبت المعروف 
بالملوخية
، ويأكلون بمسرّة وهناء.
 والينبع من المناهل الكبار، يصل إلى أمير الحاج ما جهّزه من حموله واحتياجه، لياخذ منه ما يكفيه إلى مكة المشرفة وما يحتاجه لطريق الزيارة الشريفة ولرجوعه منها إلى 
الأزلم
، وما فاض عن ذلك يباع للتوسعة على المقومين والحجاج، ليحصل الرفق لأهل الركب، خصوصاً إن كفّ أمير الحاج عن الباعة من أهل القرية، ولم يمنع عن البيع، إلا بعد فراغ ماعنده، فيكون سبباً لرخاء الأسعار بها، خلافاً لما يفعله بعض الطماعة من امراء زماننا الذين لا خَلاق لهم، فيكون سبباً للغلاء والقحط.....وعادة الإقامة بها لراحة الحجاج ثلاثة أيام.
[
12
]
```

وقد وصف قطب الدين المكيّ المؤرخ ينبع، وما شاهد من طريقة احتفاء أميرها بالمحمل حينما مَرّ في 23 ذي القعدة 965هـ فقال في رحلته «الفوائد السنية في الرحلة المدنية والرومية»:
```
المنزل الثالث والأربعون: جبل الزِّينة، وهو موضع مشرف على الينبع، وصله قبل الفجر، وخرج اليه على العادة صاحب الينبع، في زينته وقُوَّاده، ومن معه، وهو السيد درَّاج بن هِجار، فاجتمع بأمير الحاج، وزُيّن المحمل، والعسكر واوقفوا المحمل، فوضع له سجادة بين يدي جَمَل المحمل، فصلى عليها ركعتين، ثم تقدم إلى رحل جمل المحمل، ووضع عليه منديل، وطأطأ اليه، كأنه يقبله، وهذا رسم قديم اعتاده أمراء الينبع، ثم ركب فرسه، ولبس خلعته، هو وولداه، وقاضي الينبع، ومشى إلى جانب أمير الحاج أمام المحمل، ودخل الينبع بهذه الصفة.
وينبع فعل مضارع ماضيه نَبَعَ، صار علماً على عدة عيون في هذا المكان، وبها خيوفٌ خرب أكثرها، وهي ولاية مستقلة، يوليها صاحب مكة من اراد من أشراف الينبع، وهم الآن ذوي هجار، وكبيرهم الذي ذكرناه آنفاً، السيد درّاج بن هِجار بن مُعَزِّي بن دَرَّاج بن وُبَير.
وشرفاء ينبع يقال لهم بنو أبراهيم، وهم فخذ من بني حسن ومنهم جد صاحب مكة، الشريف 
قتادة بن إدريس
 بن مطاعن، أخذ مكة من طائفة أخرى من بني حسن يقال لهم الهواشم.
ولينبع قاضٍ شافعي المذهب من بني زُبَالة، من أهل المدينة الشريفة، وكان آخرهم القاضي إبراهيم بن يحيى بن محمد بن عبد الوهاب بن محمد بن أحمد بن زُبالة، عزله الأفندي عبد الرحمن قاضي المدينة، لما استولت قضاة الأروام بالمدينة الشريفة، فتوجه إبراهيم إلى 
المدينة
، واستمر بها إلى أن توفى.
[
13
]
```

## واقعة الشريف سعد

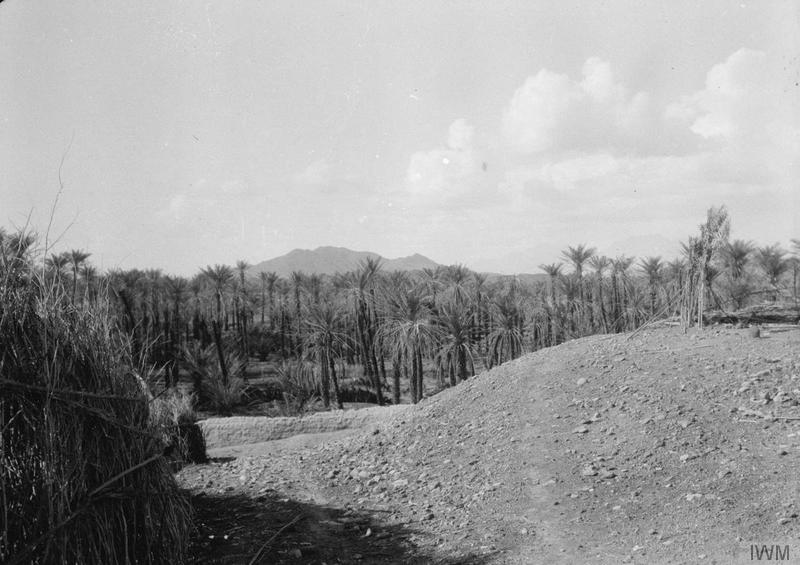
صورة لنخل قرية المبارك إحدى قرى ينبع النخل بين عامي 1916 و1918

في سنة 1105هـ تعرضت قرى ينبع النخل لكارثة مماثلة لما حدث لها في القرن الثالث الهجري على يد العباسيين، فقد غزاها شريف مكة سعد بن زيد، وهزم سكانها وقام بإحراق القرى، وعقر النخيل، حيث يقول الشيخ عبد الغني النابلسي الذي شهد الواقعة:

```
وفي يوم الأحد 
22 شعبان
 (
1105هـ
) ركبنا مع الشريف إلى أن وصلنا قرية من قرى ينبع النخل تسمى 
سُويقَة
، من منازل بني 
إبراهيم
 أخي 
النفس الزكية
، وقد وجدناها خالية ليس بها أحد، وقد رحل أهلها، وخرجوا على الشريف سعد بن زيد لأنهم حالفوا قبائل 
حرب
، فذهبوا معهم يساعدونهم على قتاله -وهذه القرية فيها ماء جارٍ، ونخل كثير، وكان له حمل كثير في هذه السنة. والعراجين بعدُ ما نضج بُسْرُها، فجلسنا على حافة ذلك الماء الجاري، وشربنا القهوة مع الشريف وولده.
وقد أمر !- بحرق بيوت القرية، وإنّا لَنرى النار تتأجج في جدرانها التي من أخشاب النخل اليابس، والهواء يزيد من تأججها والتهابها. وقد أمر بقطع النخيل، فيصعد العبد الأسود إلى أعلى النخلة فيقطع جُمّارها وعراجينها، فتسقط العراجين إلى الأرض، كل عرجون فيه البُسر الأخضر الذي لم ينضج، مقدار العشرة الأرطال الشامية أو أكثر أو أقل.
[
14
]
```

## مشاهير من ينبع النخل
• الحسن الداخل جد العلويين ملوك المغرب
•	حرملة المدلجي الكناني من أصحاب النبي محمد.

•	كشد بن مالك الجهني وابن أخيه اللذين أقطعهما النبي محمد ينبع.

•	محمد بن صالح الحسني، شاعر وفارس من أهل القرن الثالث الهجري.

•	العباس بن الحسن، شاعر من أهل القرن الثاني الهجري.

•	مسعر بن مهلهل الخزرجي الينبوعي، رحالة وشاعر من القرن الرابع الهجري.

• الشريف قتادة بن إدريس

## وصلات خارجية
- خيوف ينبع النخل